# 923
923 (CMXXIII) var ett normalår som började en onsdag i den julianska kalendern.

## Händelser

### Juni
- 15 juni – Slaget vid Soissons.

## Födda
- Edred, kung av England 946–955 (född omkring detta år)

## Avlidna
- 15 juni – Robert I, kung av Västfrankiska riket sedan 922
- Ageltrude (tysk-romersk kejsarinna)